# Чемпионат мира по академической гребле 1962
1-й чемпионат мира по академической гребле прошёл с 6 по 9 сентября 1962 года на озере Ротзе в Люцерне (Швейцария). Соревнования проводились под эгидой Международной федерации гребного спорта (ФИСА), в них приняло участие 377 гребцов из 25 стран, которые разыграли награды в 7 дисциплинах на дистанции 2000 метров.
Так как ФИСА не признавала ГДР, в каждом виде программы мог выступить только один немецкий экипаж. Отборочные соревнования между восточногерманскими и западногерманскими спортсменами прошли за день до начала чемпионата, и гребцы ФРГ победили во всех дисциплинах.
Женщины в 1962 году соревновались на чемпионате Европы, который был проведён во второй декаде августа в Берлине (ГДР). 

## Медалисты
| Дисциплина               | Золото | Золото  | Серебро | Серебро | Бронза | Бронза  |
| ------------------------ | --- | ------- | --- | ------- | --- | ------- |
| Одиночки M1x             | СССР · Вячеслав Иванов | 7:07,09 | Великобритания · Стюард Маккензи | 7:10,67 | США · Сеймор Кромуэлл | 7:11,88 |
| Двойки парные M2x        | Франция · Рене Дюамель · Бернар Моннеро | 6:33,90 | СССР · Борис Дубровский · Олег Тюрин | 6:34,74 | Германия · Йост Краузе-Вихман · Йозеф Штеффес-Мис | 6:34,92 |
| Двойки без рулевых M2-   | Германия · Дитер Бендер · Гюнтер Цумкеллер | 6:54,62 | СССР · Валентин Борейко · Олег Голованов | 6:58,19 | Швейцария · Хуго Вазер · Адольф Вазер | 7:05,59 |
| Двойки с рулевыми M2+    | Германия · Клаус-Гюнтер Йордан · Вольфганг Нойс · Франк Штайнхойзер (рул)                                                                                              | 7:19,10 | Румыния · Ионел Петров · Кароль Вереш · Опря Пэунеску (рул) | 7:22,60 | СССР · Владимир Смирнов · Валерий Полковский · Игорь Рудаков (рул)                                                                                        | 7:24,17 |
| Четвёрки без рулевых M4- | Германия · Герд Вольтер · Дагоберт Томечек · Петер Паустиан · Кристиан Прай                                                                                            | 6:19,24 | Франция · Андре Февре · Роже Шателен · Филипп Маливуар · Жан-Пьер Дриве | 6:21,78 | Австрия · Дитер Лозерт · Дитер Эбнер · Хорст Куттельвашер · Гельмут Куттельвашер                                                                          | 6:25,47 |
| Четвёрки с рулевыми M4+  | Германия · Бернд-Юрген Маршнер · Петер Нойзель · Бернхард Бриттинг · Манфред Росс · Юрген Эльке (рул)                                                                  | 6:29,12 | Франция · Жан Леду · Эмиль Клерк · Андре Слот · Пьер Маддалони · Ален Буффар (рул)                                                                                              | 6:31,93 | СССР · Борис Фёдоров · Юрий Суслин · Юрий Тюкалов · Анатолий Фёдоров · Игорь Рудаков (рул)                                                                | 6:33,30 |
| Восьмёрки M8+            | Германия · Бернд Крузе · Инго Клифот · Карл-Генрих фон Гроддек · Ханс-Юрген Валльбрехт · Клаус Беренс · Клаус Эффке · Юрген Плагеман · Хорст Майер · Томас Аренс (рул) | 5:50,83 | СССР · Ричардас Вайткявичюс · Антанас Багдонавичюс · Зигмас Юкна · Виктор Семёнов · Витаутас Бредис · Пятрас Карла · Ярослав Черствый · Йозас Ягелавичюс · Юрий Лоренцсон (рул) | 5:53,56 | Франция · Кристиан Пюибаро · Жан-Пьер Белле · Жак Морель · Жозеф Морони · Жорж Морель · Робер Дюмонтуа · Бернар Мейнадье · Мишель Вио · Ален Буффар (рул) | 5:55,36 |

## Командный зачёт

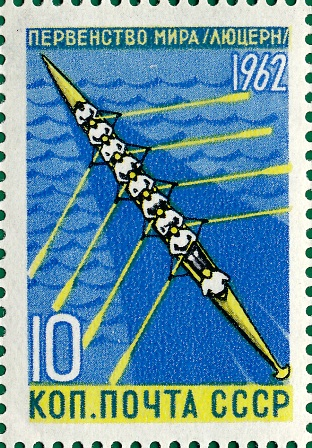
Серия «Первенства мира по летним видам спорта»: академическая гребля (Люцерн).

| Место | Страна         | Золото | Серебро | Бронза | Всего |
| ----- | -------------- | ------ | ------- | ------ | ----- |
| 1     | Германия       | 5      | 0       | 1      | 6     |
| 2     | СССР           | 1      | 3       | 2      | 6     |
| 3     | Франция        | 1      | 2       | 1      | 4     |
| 4     | Великобритания | 0      | 1       | 0      | 1     |
| 4     | Румыния        | 0      | 1       | 0      | 1     |
| 6     | Австрия        | 0      | 0       | 1      | 1     |
| 6     | США            | 0      | 0       | 1      | 1     |
| 6     | Швейцария      | 0      | 0       | 1      | 1     |
| Всего | Всего          | 7      | 7       | 7      | 21    |

 Страна — хозяйка соревнований